# Tricoceps basilewskyi
Tricoceps basilewskyi är en insektsart som beskrevs av Capener 1955. Tricoceps basilewskyi ingår i släktet Tricoceps och familjen hornstritar. Inga underarter finns listade i Catalogue of Life.